# Radio Rarefish
Radio Rarefish was een radioprogramma op de Antwerpse radiozender Radio Centraal. Radio Rarefish was een programma dat gemaakt wordt door leden van het Belgische Rarefish-collectief. 
Het programma werd uitgezonden op zaterdag tussen 11 en 12 uur 's ochtends en was ook te beluisteren via een podcast.